# گروه سینرژی
گروه سینرژی (به انگلیسی: Synergy Group) شرکت خوشه‌ای برزیلی-کلمبیایی است، که مالکیت چندین شرکت هواپیمایی همچون اویانکا، اویانکا السالوادور، اویانکا برزیل، اویانکا کاستاریکا، اویانکا نیکاراگوئه، اویانکا پرو، اویانکا هندوراس و اویانکا اکوادور را در اختیار دارد. این گروه به صورت مستقیم، به استخراج نفت و گاز طبیعی، همچنین مدیریت نیروگاه برق‌آبی اشتغال دارد، علاوه بر این، از طریق شرکت‌های تابعه خود، در زمینه احداث زیرساخت‌های مخابراتی، کشتی‌سازی و فناوری هوافضا (مکانیک پرواز، ساخت پهپاد و رادار) نیز فعالیت می‌نماید.
شرکت سینرژی در سال ۲۰۰۳ توسط جرمن افرومویچ و خوزه افرومویچ راه‌اندازی شد و در حال حاضر شرکت‌های زیرمجموعه آن در مجموع دارای ۲۰۸ فروند هواپیمای جت مسافربری می‌باشند و روزانه به ۱۱۳ مقصد در سراسر جهان پروازهای مستقیم دارند.
دفتر مرکزی گروه سینرژی در شهر ریودو ژانیرو، برزیل قرار دارد. بزرگترین سهام‌دار این شرکت، جرمن افرومویچ می‌باشد.